# Бородінська сільська рада (Ташлинський район)
Бороді́нська сільська рада (рос. Бородинский сельский совет) — сільське поселення у складі Ташлинського району Оренбурзької області Росії.
Адміністративний центр та єдиний населений пункт — село Бородінськ.

## Історія
До 2005 року територія сільради входила до складу Кінделинської сільської ради.

## Населення
Населення — 474 особи (2019; 575 в 2010, 693 у 2002).